# Železniška postaja Borovnica
Železniška postaja Borovnica je ena izmed železniških postaj v Sloveniji, ki oskrbuje bližnje naselje Borovnica.

## Zgodovina
Današnja postaja je v uporabi od leta 1947. Prvotna postaja je stala ob zahodnem koncu borovniškega viadukta. Ker je bil borovniški viadukt med vojno porušen, so zgradili progo po novi trasi, ki se je postopoma spustila v dolino. Ker je stara postaja že prej bila premajhna in na ne najprimernejši lokaciji za dobršen del Borovničanov (na vzpetini), so v dolini zgradili novo (ki je v uporabi še danes) in staro opustili hkrati z zgraditvijo novega odseka.